# Ердоан Ахмедов
Ердоан Мустафов Ахмедов е български икономист и политик от ДПС, народен представител от парламентарната група на ДПС в XL и XLI народно събрание.

## Биография
Ердоан Ахмедов е роден на 29 август 1975 година в град Омуртаг, България. Завършил е специалност „Счетоводство и контрол“ в Стопанска академия – Свищов.

### Парламентарна дейност
- XL народно събрание – член (11 юли 2005 – 25 юни 2009)
- Парламентарна група на Движение за права и свободи – член (11 юли 2005 – 25 юни 2009)
- Комисия по труда и социалната политика – член (24 август 2005 – 25 юни 2009)
- Комисия по транспорт и съобщения – член (24 август 2005 – 25 юни 2009)

#### Внесени законопроекти
- Законопроект за допълнение на Кодекса на труда
- Законопроект за изменение и допълнение на Закона за семейните помощи за деца
- Законопроект за изменение и допълнение на Кодекса на труда